# Teinobasis aluensis
Teinobasis aluensis är en trollsländeart som beskrevs av Campion 1924. Teinobasis aluensis ingår i släktet Teinobasis och familjen dammflicksländor. Inga underarter finns listade i Catalogue of Life.